# Rundu Chiefs
Der Rundu Chiefs FC (meist nur Rundu Chiefs), bekannt auch als Epangero, ist ein 1976 gegründeter Fußballverein aus Rundu in Namibia. Ihr Heimatstadion ist das Rundu-Stadion.
Nach sieben Jahren in der zweitklassigen Namibia First Division gelang in der Saison 2024/25 der Aufstieg in die Namibia Premier Football League. Nach dem gelungenen Aufstieg wurde der Verein in eine Close Corporation umgewandelt.
Neben der Männerfußballmannschaft wird auch eine Nachwuchsmannschaft sowie Frauenfußball und Netball betrieben.

## Bekannte Spieler
- Gospert Shikerete, namibischer Nationalspieler